# ماكسويل باتيستا دا سيلفا
ماكسويل باتيستا دا سيلفا (بالبرتغالية: Maxwell Batista da Silva‏) هو لاعب كرة قدم برازيلي في مركز ظهير ‏، ولد في 30 ديسمبر 1991 في كاماكاري في البرازيل. لعب مع ديسبورتيفا كابيزابا ونادي فلامنغو ونادي كورينثيانس ألاغوانو.

## وصلات خارجية
- ماكسويل باتيستا دا سيلفا على موقع قاعدة بيانات كرة القدم.إي يو (الإنجليزية)
- ماكسويل باتيستا دا سيلفا على موقع قاعدة بيانات كرة القدم.إي يو (الإنجليزية)
- ماكسويل باتيستا دا سيلفا على موقع Soccerway.com (الإنجليزية)
- ماكسويل باتيستا دا سيلفا على موقع عالم كرة القدم.نت (الإنجليزية)